# 玉衡 (恒星)
玉衡（ε UMa / 大熊座ε）是大熊座最亮的恒星，也是北斗七星之一，是一颗猎犬座α²变星，每隔5.089日而變光為1.76等～1.78等亮。距離地球約80光年。它是大熊座熊尾部最近熊体的星，也是勺柄部最接近勺斗部的星。它还是大熊座移动星群的一分子。历史上，此星常常用于航海贸易的天文导航，因此名列57颗导航星中。

## 語源和文化象徵
英文名Alioth，源于阿拉伯语alyat—，原意是“熊的尾巴”。在中国古代天文中，它被称作北斗五（星官北斗的第五星）；《晉書·天文志》稱為玉衡，在術數之中，又稱之為廉貞，《五行大義》引《黃帝斗圖》「五名廉貞，辰申生人所屬」。混雜術數的《北斗七星延命經》：“南無廉貞星，是東方淨住世界廣達智辨如來佛。” 《北斗治法武威經》云：「第五天禽，名魓，字廉貞」。

## 特性
根据“依巴谷星表”，玉衡星距离地球81光年（25秒差距）。其恒星光谱为A0p，“p”代表特殊性（peculiar），具有猎犬座α²变星的变光特性。作为此类的代表，玉衡星有两种相互作用的过程。首先，玉衡星的强磁场从其氧系燃料中分离出各种元素。其次，其自转轴与磁轴的角度（几近90度）造成地面观测时磁性元素谱段变化。这些元素及其谱段的转换，使得玉衡星的光度以5.1日为周期非常奇妙地变化。
玉衡星的自转轴与磁轴几成90度。
近日研究显示，玉衡星5.1日光度变化或因在一离心轨道（e=0.5）上存在一个质量约为木星14.7倍的天体，平均距离约为0.055个天文单位。
玉衡星磁场相对较弱，约是猎犬座α星的1/15，但仍比地球磁场强100倍以上。